# Groote Eylandt
Groote Eylandt (veraltete niederländische Schreibung für Große Insel) ist die viertgrößte Insel Australiens und die größte Insel im Golf von Carpentaria an der Nordküste Australiens. Groote Eylandt gehört zusammen mit Bickerton Island zur Local Government Area East Arnhem Region im Arnhem Land im Bundesterritorium Northern Territory.
Auf Groote Eylandt wird eines der größten Manganerzvorkommen der Erde abgebaut.
Die Insel vor der Nordküste Australiens wird von den Aborigines der Anindilyakwa bewohnt und verwaltet. Auf dem Archipel befinden sich vier Siedlungen der Aborigines: Angurugu, Umbakumba und Alyangula auf Groote Eylandt sowie Milyakburra auf Bickerton Island.

## Lage und Größe
Groote Eylandt liegt etwa 600 Kilometer östlich von Darwin. Die kürzeste Entfernung zum australischen Festland beträgt 42,9 Kilometer. Die Insel misst 68,8 Kilometer von Osten nach Westen und 73,2 Kilometer von Nord nach Süd bei einer Fläche von etwa 2260 km².
Neben den größeren Insel Bickerton Island und Winchelsea Island gehören zur Groote-Inselgruppe etwa 40 kleinere Inseln, darunter Connexion Island, Hawk Island, Arruwa Island, Hawknest Island, North Point Island und Burney Island.

## Geschichte

### Aborigines
Die Anindilyakwa lebten lange Zeit vor der europäischen Besiedlung auf Groote Eylandt. Die Insel hat nicht nur große kulturelle und spirituelle Bedeutung für sie, sondern auch für Aborigines auf dem etwa 50 Kilometer entfernten Festland.
Sie sind traditionelle Jäger und Sammler. In dieser Traumzeit kommen riesige Eidechsen, Schlangen und Reptilien vor, die in Wasserlöchern leben. Der höchste Punkt der Insel, der 219 Meter hohe Central Hill, der von den Aborigines Yandarrnga genannt wird, hat in ihren Vorstellungen eine besondere Bedeutung, weil er vom Festland dorthin wanderte und verschiedene Pflanzen und Tiere mitbrachte.
Die Kultur der Anindilyakwa ist im 18. und 19. Jahrhundert durch die Makassaren-Fischer beeinflusst worden. Anlässlich der 1948 stattgefundenen American-Australian Scientific Expedition to Arnhem Land wurden 2400 Felsenkunst-Motive an den drei Schlüsselfundorten auf den Inseln Chasm Island, Angoroko und Junduruna dokumentiert. Die umfangreiche Dokumentation erlaubte es, den zeitlichen Wandel der Motive nachzuvollziehen. Diese Methode war neu und richtungsweisend für die weitere gesamte Feldforschung über die Kunst der Aborigines.

## Europäische Geschichte
Eine erste europäische Siedlung entstand bei dem Fluss Emerald im Jahr 1921, als die Church Missionary Society die Emerald River Mission baute. Es war eine Aborigines-Missionsstation, 13 Kilometer südlich von Angurugu, die nach dem Zweiten Weltkrieg nach Angurugu umzog. 1938 war Umbakumba ein Standort für Flugboote von Qantas und für die Seegurken-Fischerei.
1943 baute die Royal Australian Air Force eine Landebahn für Militärflugzeuge bei Angurugu, die im Pazifikkrieg eingesetzt wurden.
1948 war Groote Eylandt einer der drei Lagerplätze der 17-köpfigen American-Australian Scientific Expedition to Arnhem Land im Arnhem Land, die die Lebensweise und Kultur der Aborigines auf der Insel 14 Wochen lang untersuchte und dokumentierte.
Mit dem Inkrafttreten des Aboriginal Land Rights (Northern Territory) Act 1976 im Dezember 1977 wurden den Aborigines die Landrechte zugesprochen. Im Jahr 2006 erfolgte die Erklärung der Inselgebiete zur Anindilyakwa Indigenous Protected Area, die sich über eine Fläche von 2312 km² erstreckt.

## Landschaft
Die Landschaft von Groote Eylandt besteht aus ausgedehnten lateritischen Ebenen, Felsenplateaus und Hügeln in den zentralen und südlichen Gebieten und großen Dünenfeldern und Sandebenen in den Küstenregionen. Einen extensiven Eingriff in die Natur auf Groote Eylandt stellt der Abbau eines der größten Mangan-Erzvorkommen der Erde durch die GEMCo (Groote Eylandt Mining Company Pty Ltd.) bei Angurugu dar.
Die kleineren flachen Inseln bestehen meistens aus Sand und Korallen, teilweise mit Sandstein- oder Granit-Klippen oder es sind nur Felsenklippen.

## Flora und Fauna
Auf der Inselgruppe wurden 900 Pflanzen- und 330 Wirbeltierarten gezählt.
Fünf Tier- und 42 Pflanzenarten sind dort endemisch. Die endemische Blindschlange Rhamphotyphlops minimus gibt es auch auf Groote Island. Sieben verwilderte Tierarten kommen vor. Tiere auf der Insel sind beispielsweise die Nördliche Hüpfmaus, das Kurzohr-Felskänguru oder der Stachelschwanzwaran.
Auf den Inseln nisten vier Meeresschildkrötenarten: die Grüne Meeresschildkröte, Oliv-Bastardschildkröte, Echte Karettschildkröte und Wallriffschildkröte.
Auf der Insel gibt es 9.800 Hektar trockenen Regenwald. Baumsavannen aus Darwin Stringybark und Woollybutt erstrecken sich über große Teile der Insel.

## Wirtschaft
In der Nähe der Aborigines-Siedlung Angurugu befindet sich mit GEMCO, einem Gemeinschaftsunternehmen von Anglo American (40 Prozent) und BHP Billiton (60 Prozent), ein Bergbau von Manganerz, der die Wirtschaft der Insel dominiert. Es handelt sich nach den Angaben dieses Unternehmens aus dem Jahr 2011 um den größten und kostengünstigsten Abbau dieses Erzes auf der Erde. GEMCO gab auch bekannt, dass es AUD 254 Millionen investieren wird, um die Erzförderung von 4,2 auf 4,8 Millionen Tonnen zu erhöhen, um nach der Verbesserung der Straßentransport- und die Hafenverladekapazität einen jährlichen Abbau von 5,9 Millionen Tonnen zu ermöglichen.
Es befindet sich auch ein Flughafen auf der Insel, der von den Fluggesellschaften Airnorth, Alliance Airlines und Vincent Aviation angeflogen wird.
Wirtschaftliche Aktivitäten werden auch für einen sich entwickelnden Tourismus geschaffen, so gibt neuerdings das Dugong Beach Resort, mehrere Kliniken und ein Kulturzentrum, das Aindilyakwa Arts and Cultural Centre.

## Persönlichkeiten
- David Warren (1925–2010); der Erfinder des Flugschreibers wurde auf Groote Eylandt geboren.